# Rachel Nichols
Pour les articles homonymes, voir Nichols.
 (août 2012).
Rachel Nichols est une actrice et mannequin américaine née le 8 janvier 1980 à Augusta. 
Après des rôles dans les séries télévisés The Inside : Dans la tête des tueurs (2005) et Alias (2006), elle est révélée en 2007 par le thriller psychologique 2e sous-sol, dont elle est la tête d'affiche. Elle confirme avec des seconds rôles dans des blockbusters attendus : G.I. Joe (2009), Star Trek (2009), Conan (2011) et Alex Cross (2012).
C'est pourtant à la télévision qu'elle finit par percer : après un rôle récurrent dans la série à succès Esprits criminels (2010-2011), elle est choisie pour incarner l'héroïne de la série télévisée américano-canadienne Continuum (2012-2015).

## Biographie

### Débuts télévisuels et passage au cinéma
Rachel Emily Nichols débute comme mannequin, travaillant pour les marques Guess et Abercrombie & Fitch et L'Oréal  C’est par hasard qu’elle se fait connaître en débutant comme mannequin, menant de front son activité avec des cours de comédie. 
Dans le courant de l'année 2002, elle fait ses premiers pas de comédienne avec une apparition dans la série Sex and the City avant de tourner dans la comédie potache Dumb & Dumberer : quand Harry rencontra Lloyd, de Troy Miller en 2003. Elle fait ensuite partie de la distribution principale du film d'horreur Amytyville, aux côtés de Ryan Reynolds et Melissa George. 
C'est à la télévision qu'elle finit par percer : après un rôle dans un double épisode de l'éphémère série d'action Line of Fire, elle se voit confier le premier emploi important de sa carrière : elle est en effet choisie pour mener la distribution principale de la série thriller The Inside : Dans la tête des tueurs. Elle y interprète l'agent Rebecca Locke, un policier affecté à la section des crimes violents de la ville de Los Angeles, et qui parvient à résoudre les affaires en se mettant dans la peau des agresseurs et des victimes pour résoudre l'intrigue. La série, très noire, ne parvient pas convaincre non plus en termes d'audiences et s'arrête au bout de 7 épisodes sur les 13 commandés.
Néanmoins, la production de la série d'espionnage Alias la remarque, et lui confie en juillet 2005 le rôle convoité de Rachel Gibson. Le personnage est la nouvelle venue de la cinquième saison du programme, et est destinée à suppléer l'actrice principale, Jennifer Garner, alors enceinte. La chaîne ABC interrompt la série, en raison d'audiences en baisse constante, mettant fin à tout projet d'évolution du personnage.

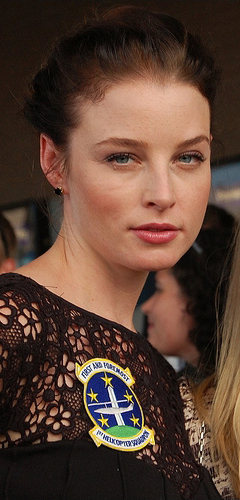
En juillet 2009, à la première de G.I. Joe, à l'Air Force Base d'Andrews.

Cette fois-ci, elle tente sa chance au cinéma : elle fait partie des distributions principales du drame sportif Renaissance d'un champion en 2007, (mis en scène par le créateur de Line of Fire, Rod Lurie) et de la comédie familiale Quatre Filles et un jean 2 en 2008. Et joue le rôle principal du thriller psychologique 2e sous-sol, de Franck Khalfoun, qui mise beaucoup sur sa plastique.
Elle s'aventure ensuite dans des grosses productions : en 2009, elle intègre le casting de para-militaires du blockbuster G.I. Joe, de Stephen Sommers ; et fait une apparition dans Star Trek, le second long-métrage de J. J. Abrams. Elle fait également partie des quatre secrétaires-nymphettes entourant Tom Hanks dans l'acclamé La Guerre selon Charlie Wilson, réalisé par Mike Nichols, et ce aux côtés de Shiri Appleby, Wynn Everett, et Mary-Bonner Baker.
Faute de percer, elle glisse vers des films de série B : le film d'horreur For Sale by Owner qui finit directement en vidéo, et le thriller indépendant Maskada, écrit et réalisé par Josh Sternfeld. C'est donc la télévision qui la relance.

### Retour télévisuel
En 2011, elle retrouve en effet l'univers des polars noirs violents en rejoignant le casting de la populaire série Esprits Criminels. Son personnage est évincé au bout de la sixième saison, pour laisser place au retour d'actrices historiques du programme. 
Elle parvient néanmoins à poursuivre sur grand écran : elle partage l'affiche de la comédie romantique indépendante The Loop avec Jackson Hurst, et tient surtout le premier rôle féminin du péplum Conan, de Marcus Nispel, face à Jason Momoa.
En 2012, elle donne la réplique à Tyler Perry dans le polar Alex Cross, de Rob Cohen, et à Zoë Bell dans le film d'horreur L'Arène. Cette année lui permet surtout de s'installer durablement à la télévision : elle est en effet choisie pour être l'héroïne d'une nouvelle série de science-fiction américano-canadienne, Continuum. Durant quatre saisons diffusées par la chaîne Syfy, elle y incarne Kiera Cameron, un policier venu du futur (nommé « Protecteur ») traquant des terroristes appartenant à une organisation nommée « Liber8 » (phonétiquement : Liberate -libérer-), eux aussi venus du futur, et dont l'objectif est de changer le cours de l'histoire dans un sens plus conforme à leurs idées.
Entre deux saisons, elle tourne dans deux films mineurs : en 2014 sortent ainsi le thriller d'action Tokarev, avec Nicolas Cage, puis le drame McCanick, porté par David Morse.
Quand la série est arrêtée, faute d'audiences, elle rebondit vers des personnages récurrents à la télévision : après quatre épisodes de la 1re saison de la série médicale Rush, elle enchaîne avec la populaire série d'action Chicago Fire, le temps de 6 épisodes diffusés en 2015.
En 2016, Nichols joue dans le thriller de science-fiction Pandemic, sorti pour certains cinémas et VOD. La même année, elle joue le rôle principal dans Inside, un remake hispano-américain du film d'horreur français du même nom de 2007.
Nichols obtient ensuite un autre rôle récurrent à la télévision, dans la quatrième saison de la série fantastique Flynn Carson et les Nouveaux Aventuriers, diffusée sur la TNT. Pour sa performance en quatre épisodes, elle a reçu une nomination au Saturn Award du meilleur rôle de vedette invitée à la télévision.
En 2019, Nichols joue pendant cinq épisodes le rôle de Martha Stroud, dans la quatrième saison de la série Le Maître du Haut Château.

## Filmographie

### Cinéma
- 2000 : Un automne à New York (Autumn in New York) de Joan Chen : modèle au bar
- 2003 : Dumb and Dumberer (Dumb & Dumberer: When Harry Met Lloyd) de Troy Miller : Jessica
- 2004 : A Funny Thing Happened at the Quick Mart de David Yarovesky : Jennifer (Court métrage)
- 2004 : Debating Robert Lee (it) de Dan Polier : Trilby Moffat
- 2004 : Walk Into a Bar de Jake Hoffman (Court métrage)
- 2005 : Amityville (The Amityville Horror) d'Andrew Douglas : Lisa
- 2005 : Mr. Dramatic (cs) de John Stalberg (en) : fille au bar (Court métrage)
- 2005 : Shopgirl d'Anand Tucker : petite amie de Trey
- 2006 : The Woods de Lucky McKee : Samantha Wise
- 2007 : Renaissance d'un champion (Resurrecting the Champ) de Rod Lurie : Polly
- 2007 : 2e sous-sol (P2) de Franck Khalfoun : Angela
- 2007 : La Guerre selon Charlie Wilson (Charlie Wilson's War) de Mike Nichols : Suzanne
- 2008 : Quatre Filles et un jean 2 (The Sisterhood of the Traveling Pants 2) de Sanaa Hamri : Julia Beckwith
- 2009 : G.I. Joe de Stephen Sommers : Shana O'Hara
- 2009 : Star Trek de J. J. Abrams : Gaila
- 2010 : Maskada de Josh Sternfeld : Leslie Spencer
- 2010 : Ollie Klublershturf vs the Nazis de Skot Bright : Daniella (Court métrage)
- 2010 : The Loop (A Bird of the Air)de Margaret Whitton : Fiona
- 2011 : Conan de Marcus Nispel : Tamara
- 2012 : Alex Cross de Rob Cohen : Monica Ashe
- 2013 : L'Arène (Raze) de Josh C. Waller : Jamie
- 2013 : McCanick de Josh C. Waller : Amy Intrator
- 2014 : Tokarev (Rage) de Paco Cabezas : Vanessa Maguirre
- 2016 : Pandemic de John Suits : Dr Lauren Chase
- 2016 : Inside de Miguel Ángel Vivas : Sarah
- 2020 : Anti-Life (Breach) de John Suits : Chambers

### Télévision
- 2002 : Sex and the City de Darren Star : Alexa (épisode 17, saison 4 Nouveau départ)
- 2004 : Line of Fire de Rod Lurie : Alex Myer (épisodes 10 et 11, saison 1 Vengeances (2 parties))
- 2005 : The Inside : Dans la tête des tueurs de Howard Gordon et Tim Minear : agent special Rebecca Locke (13 épisodes)
- 2006 : Alias de J. J. Abrams : Rachel Gibson (17 épisodes)
- 2010 à 2011 : Esprits criminels : SSA Ashley Seaver (saison 6)
- 2012 à 2015 : Continuum : Kiera Cameron (42 épisodes)
- 2014 : Witches of East End : Isis Zurka
- 2014 : Rush : Corrine Rush (4 épisodes)
- 2015 : Chicago Fire : Jamie Killian (6 épisodes)
- 2017 : Flynn Carson et les Nouveaux Aventuriers : Nicole Noone (4 épisodes)
- 2018 : Taken : Eve (épisode 2x10)
- 2018 : Titans : Angela Azarath (4 épisodes)
- 2019 : Le Maître du Haut Château :  Agent Martha Stroud (4 épisodes)

## Voix françaises
En France
| - Marie Zidi dans : - The Inside : Dans la tête des tueurs (série télévisée) - 2e sous-sol - Star Trek - Continuum (série télévisée) - Rush (série télévisée) - Chicago Fire (série télévisée) - Flynn Carson et les Nouveaux Aventuriers (série télévisée) - Karine Foviau, dans : - Dumb and Dumberer - Renaissance d'un champion - Esprits criminels (série télévision) | - Dominique Vallée dans : - Alias (série télévisée) - The Woods - Aurore Bonjour dans : - G.I. Joe : Le Réveil du Cobra - Conan Et aussi - Chloé Berthier dans Alex Cross - Ana Piévic dans Witches of East End (série télévisée) - Agnès Manoury dans Taken (série télévisée) - Marine Tuja dans DC Titans (série télévisée) - Audrey Sourdive dans Le Maître du Haut Château (série télévisée) - Marine Lemonnier dans A Million Little Things (série télévisée) - Flora Brunier dans The Inheritance |